# Спортивна ходьба на 50 кілометрів

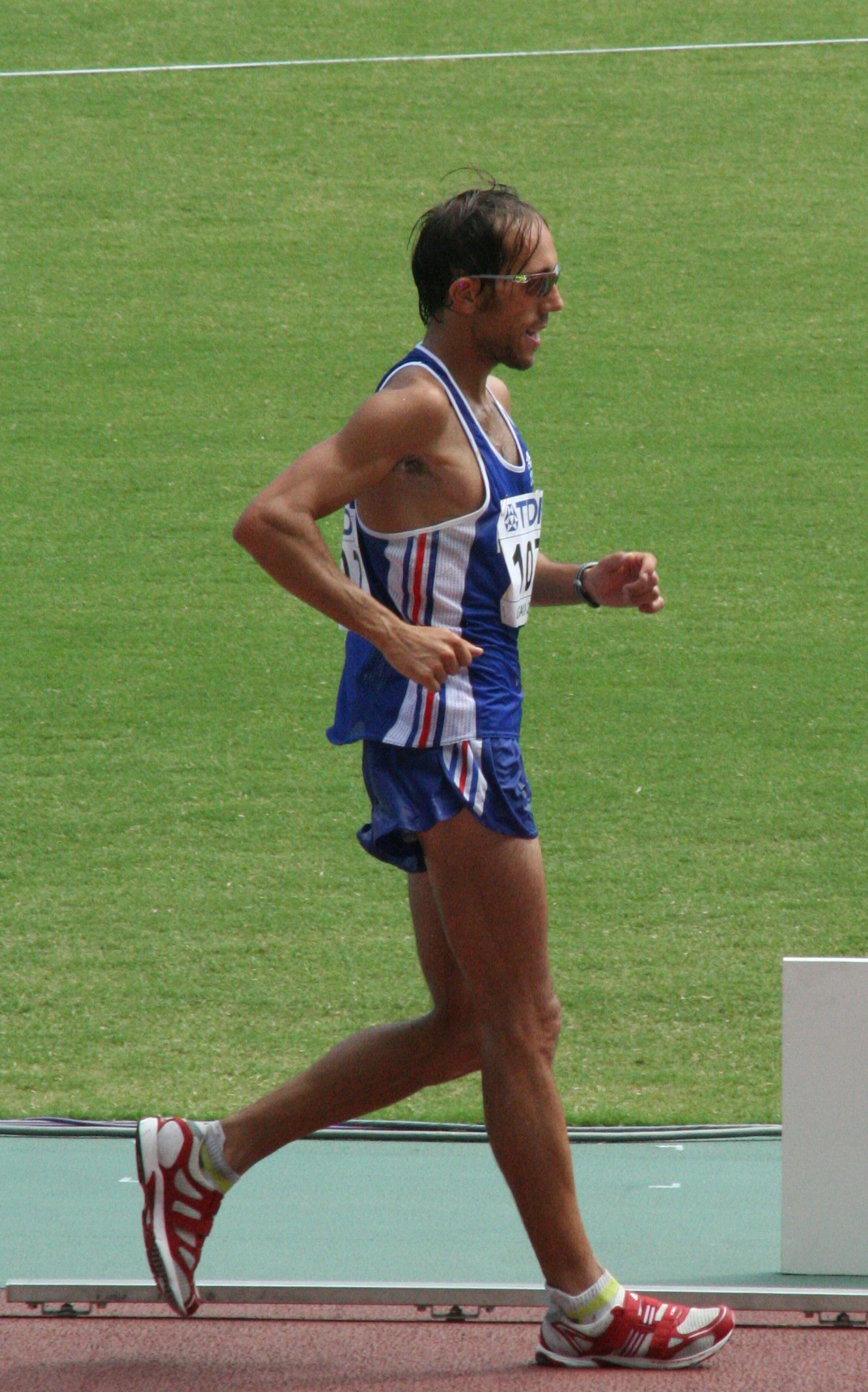
Йоанн Дініш, рекордсмен світу

Спортивна ходьба на 50 кілометрів — це олімпійський легкоатлетичні змагання. Вони проводяться поза межами стадіону. Спортсмени повинні завжди підтримувати контакт із землею, а опорна нога повинна залишатися прямою, поки піднята нога не пройде повз неї. П'ятдесят кілометрів — це приблизно 31 миля.

## Світові рекорди
Світовий рекорд серед чоловіків для дистанції 50 км тримав Денис Нижегородов, з часом 3:34:14 показаним у Чебоксарах 2008 року, поки його не перевершив Йоанн Дініш на чемпіонаті Європи по легкій атлетиці 2014 року в Цюриху, з часом 3:32:33.

## Найкращі 10 атлетів

### Чоловіки
- Вірно станом на липень 2021 р. [3]

| Ранг | Час     | Спортсмен            | Країна                       | Дата            | Місце               | Примітка |
| ---- | ------- | -------------------- | ---------------------------- | --------------- | ------------------- | -------- |
| 1    | 3:32:33 | Йоанн Дініш          | Франція                      | 15 серпня 2014  | Цюрих               | [ 4 ]    |
| 2    | 3:34:14 | Денис Нижегородов    | Росія                        | 11 травня 2008  | Чебоксари           |          |
| 3    | 3:34:38 | Матей Тот            | Словаччина                   | 21 березня 2015 | Дудінце             | [ 5 ]    |
| 4    | 3:35:47 | Натан Дікс           | Австралія                    | 2 грудня 2006   | Джилонг             |          |
| 5    | 3:36:03 | Роберт Коженьовський | Польща                       | 27 серпня 2003  | Париж               |          |
| 6    | 3:36:04 | Алекс Швацер         | Італія                       | 11 лютого 2007  | Розіньяно-Мариттімо |          |
| 7    | 3:36:06 | Юй Чаохун            | Китайська Народна Республіка | 22 жовтня 2005  | Нанкін              |          |
| 8    | 3:36:13 | Чжао Ченлян          | Китайська Народна Республіка | 22 жовтня 2005  | Нанкін              |          |
| 9    | 3:36:20 | Хань Юйчен           | Китайська Народна Республіка | 27 лютого 2005  | Нанкін              |          |
| 10   | 3:36:42 | Герман Скуригін      | Росія                        | 27 серпня 2003  | Париж               |          |